# Иванов, Станислав Георгиевич
Станислав Георгиевич Иванов (8 мая 1935 — 6 февраля 2016) — советский и российский военачальник, заместитель главнокомандующего ВВС России (1992—1995), генерал-полковник авиации (29.04.1991), заслуженный военный лётчик Российской Федерации

## Биография
Начал армейскую службу после окончания средней школы в городе Курске в 1952 году.
Окончил Батайское военное авиационное училище лётчиков, и до 1959 года служил в строевых частях ВВС в Прибалтийском военном округе.
Обучался в Краснознамённой Военно-воздушной академии в Монино, которую окончил в 1963 году. Продолжал службу в ВВС командиром авиаполка, авиадивизии, заместителем командира истребительного авиакорпуса.
В 1976 году окончил Военную академию Генерального штаба Вооружённых Сил СССР.
Занимал ответственные руководящие должности в ВВС: заместитель командующего 34-й воздушной армией по боевой подготовке в ЗакВО, начальник штаба — первый заместитель командующего 1-й особой Дальневосточной воздушной армией, начальник штаба ВВС ДВО, командующий ВВС ЗабВО, заместитель главнокомандующего войсками Южного направления по авиации, начальник тыла ВВС.
С октября 1992-го по февраль 1995 года — заместитель главнокомандующего ВВС.
Безаварийно летал на сверхзвуковых самолётах на боевое применение в простых и сложных метеоусловиях при минимуме погоды днём и ночью. Освоил 19 типов самолётов. Общий налёт на боевых самолётах составляет 2600 часов.
Похоронен в п. Монино, Московская область на Монинском военном мемориальном кладбище.

## Награды и звания
Награждён орденами Красной Звезды, «За службу Родине в Вооружённых Силах СССР» III степени и многими медалями.